# 小島大志
小島 大志（こじま たいし、1988年 - ）は、日本の編集者・著作家で、主にパズル・占い・格闘技に関する編集プロダクションであるオフィスMUGENの取締役。
極真会館空手道、講道館柔道の有段者。ボクシングの経験有。士魂SABAKI修練会・幹事。

## 経歴
東京都生まれ。立教大学文学部卒業。高校時代から夢現舎の業務（編集実務）に携わると同時に、父で編集者・作家の小島一志、塚本佳子（現・夢現舎取締役副社長）の著書関連にアシスタント（データマン）として関わってきた。

## 執筆活動
父親である小島一志との共著である2013年の芦原英幸正伝に関して、新極真会は2014年1月16日に「本会に関する記述があるが、2006年11月24日に公式ホームページ上に著者に対する取材拒否以来、著者とは取材はもとより一切の接触および交信をおこなっていない」と表明し、また中元会館も「取材の要請を受けたがすべて拒否した」と表明している。
また、かつて自らのブログ上で「芦原英幸から小島一志が直伝され現在の芦原会館には伝わっていない」と主張する技術について解説している。

## 吉田豪に対する脅迫疑惑
書評家の吉田豪は士道館館長である添野義二の仲介で小島大志と電話で話した後、数度にわたり小島一志、小島大志から電話で脅迫を受けたと主張。また非通知の番号から留守番電話にいたずら電話をかけられたこと、そのメッセージの内容がYOUTUBE上にアップロードされている小島から受けた脅迫電話と主張されているものと酷似していると主張している。吉田は2014年4月に読者からメールで「『芦原英幸正伝』掲載の電話番号に電話したら、その後、怒鳴り声や叫び声、ノイズのいたずら電話の着信が20件ほど入るようになった」と相談されたと主張している。
これに対して小島大志は自らのブログ上でそのようなことはしていないと主張している。

## 著書
- 芦原英幸正伝（新潮社）小島一志との共著